# ’Ala ad-Din Tekesz

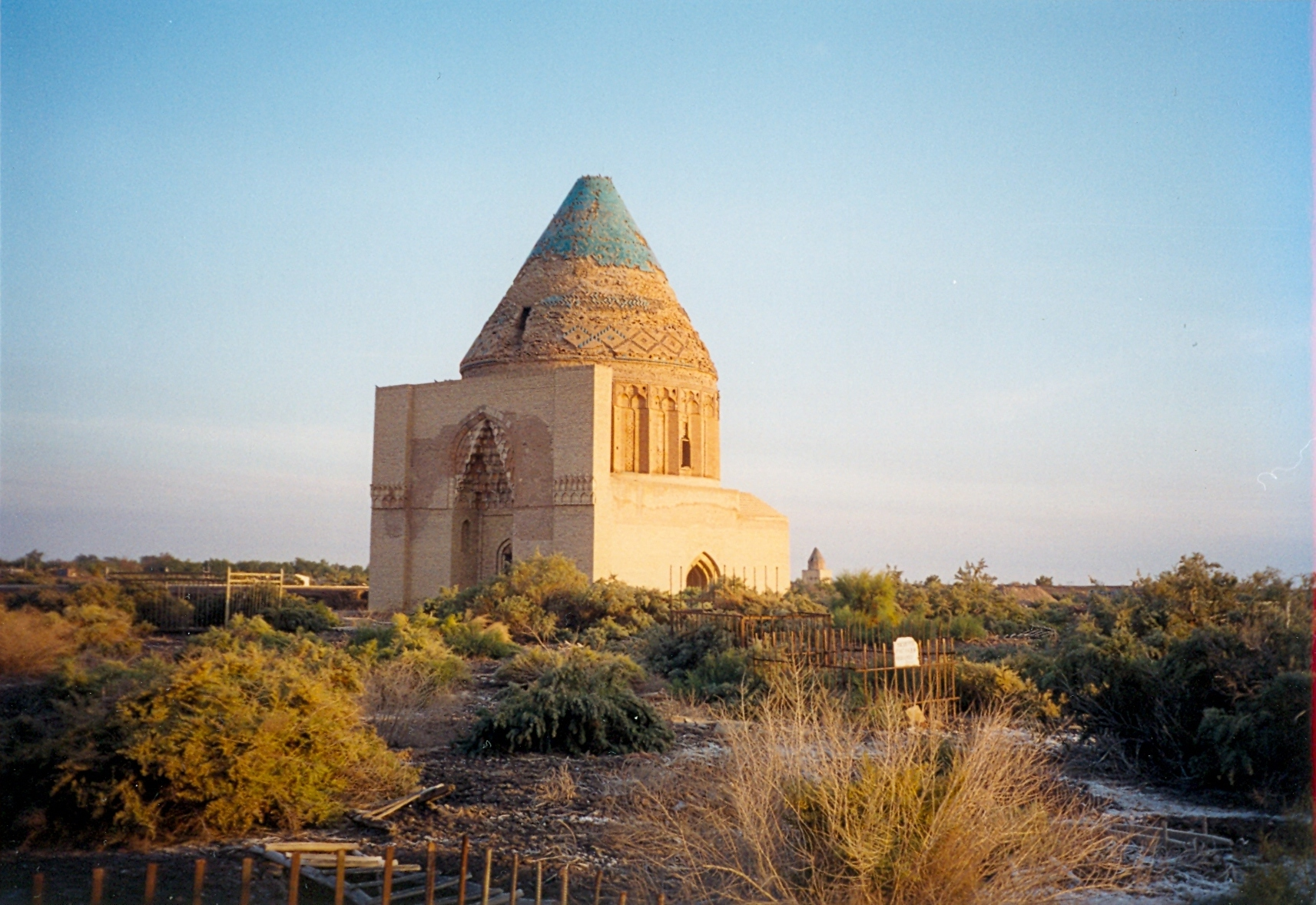
Mauzoleum Tekesza w Köneürgenç, Turkmenistan

Ala ad-Din Tekesz (zm. 1200) – władca Imperium Chorezmijskiego, syn Tadż ad-Dunja Il Arslana, brat Dżalal ad-Dunja Sultanszacha i ojciec ’Ala ad-Din Muhammada II. Od roku 1172 panował w Chorezmie, a od 1193 w całym Imperium. W 1194 rozgromił Seldżuków i zgładził ich ostatniego sułtana, Tughrila III.
W 1198 roku zdobył Bucharę wypierając Kara Kitanów. Następnie walczył z Ghurydami o ziemię w północnym Afganistanie zajmując okręg Balch.
Za jego czasów postawiono wielki minaret w Wabkencie.
Zmarł latem 1200 roku podczas wyprawy wojennej na południowo-wschodnim wybrzeżu Morza Kaspijskiego.